# 紀麻呂
紀 麻呂（き の まろ）は、飛鳥時代の公卿。御史大夫・紀大人の子。官位は正三位・大納言。

## 経歴
持統天皇7年（693年）直広肆（従五位下に相当）に叙せられる。大宝元年（701年）直広貳（従四位下に相当）から従三位に昇叙され、石上麻呂・藤原不比等と共に大納言に任ぜられる。時期は不明ながら、中務卿や大宰帥を兼任した。
慶雲2年（705年）7月19日薨去。一説では享年47。最終官位は大納言兼中務卿正三位。薨去にあたり文武天皇が深く悼み惜しんで、特別に葬儀と中納言・高向麻呂により宣命が与えられた。
『懐風藻』に漢詩作品が1首採録されている。

## 官歴
『六国史』による。
- 持統天皇7年（693年） 6月4日：直広肆（従五位下に相当）
- 時期不詳：直広弐（従四位下に相当）
- 大宝元年（701年） 3月21日：従三位、大納言
- 時期不詳：中務卿。大宰帥[1]
- 時期不詳：正三位

## 系譜
- 父：紀大人
- 母：不詳
- 妻：不詳
- 生母不明の子女
  - 男子：紀宿奈麻呂[1]
  - 男子：紀男人[2]（682-738）
  - 男子：紀宇美[3]（?-753）
  - 女子：紀奈賀岐娘 - 藤原仲麻呂室